# Alsóróna
Alsóróna (románul: Rona de Jos, jiddisül אונטר-רינה) falu Romániában, Máramaros megyében.

## Fekvése
Máramarosszigettől 15 kilométerre keletre, a Róna-patak partján fekszik.

## Története
Nevét patakjáról kapta. 1360-ban Rona, 1373-ban Rohina, 1390-ben Also Rouna, Alsorowna, 1480-ban Alsorona néven írták. Első említésekor a szaploncai nemesek közé tartozó Ladomér birtokolta. 1402-ben Balk és Drág fiai kapták meg, majd nemsokára az Urmezei családé lett. Pár év múlva ismét a szaploncaiak kezén találjuk. Közülük származtak a későbbi alsórónai kisnemesek: a Pap, Rónai, Stan és Tivadar család. Egy 1482-es határjárás szerint határához tartozott a Fekete-Tisza bal partja egészen Körösmezőig. Amikor azonban az alsórónai nemesek 1547-ben érvényesíteni kívánták jogukat erre a területre, a rónaszéki kamarások tiltakoztak. Az újabb eljárás során tanúkihallgatást kellett róla tartani, hogy melyik a Fehér- és melyik a Fekete-Tisza. A per végén a kincstár 175 forintot fizetett az alsórónaiaknak, aminek fejében lemondtak egészen Galíciáig terjedő egykori birtokaikról. Ortodox szerzetesi közösségét 1652 előtt alapították az Iriștea nevű helyen. A 18. század elején fatemplomát felgyújtották. Nemesi rétege mellett jobbágyok lakták, akik a Rónaszéken bányászott sót fuvarozták. 1848-ban görögkatolikus papja, Karácsonyi János László nemzetőrtisztként szolgált. 1838-ban már zsinagógája volt. Zsidó lakossága vallásilag a máramarosszigeti haszid Teitelbaum rabbikhoz kötődött.
1838-ban 666 görögkatolikus és 209 zsidó vallású lakosa volt.
1910-ben 2042 lakosából 1624 volt román és 404 német (jiddis) nemzetiségű; 1638 görögkatolikus és 404 zsidó vallású.
2002-ben 2110 lakosából 2069 volt román, 21 cigány és 18 ukrán nemzetiségű; 1857 ortodox, 83 evangéliumi keresztény, 79 görögkatolikus és 39 adventista vallású.

## Látnivalók
- Az Istenanya születése ortodox (korábban görögkatolikus) fatemplom 1639 és 1655 között, tölgyfából épült. Az előbbi datálásra a dendrokronológiai vizsgálatok utalnak, az utóbbira pedig a pronaoszban található évszám. Egy másik felirat az 1720-as évet örökíti meg, ez valószínűleg a tatárok 1717-es pusztítása utáni helyreállítás dátuma. Szentélye négyszög záródású. Belső festése 1793-ból való, nagyrészt megőrződött. Ikonosztázát 1817-ben a dragomérfalvi Ioan Plohod készítette.

## Források

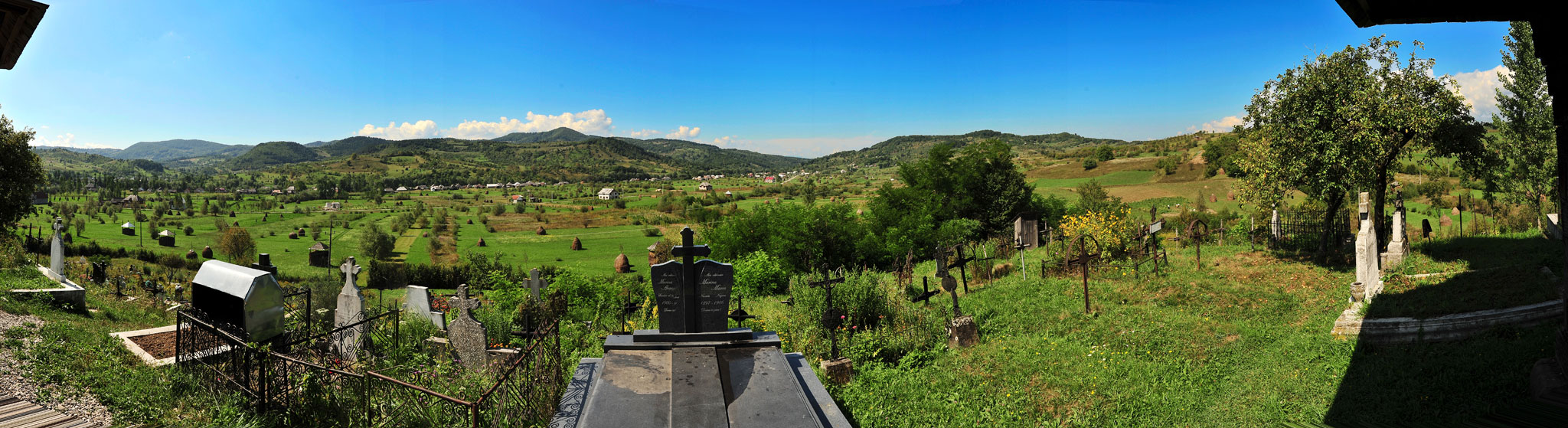